# Muki Sabogal
Pour les articles homonymes, voir Sabogal (homonymie).

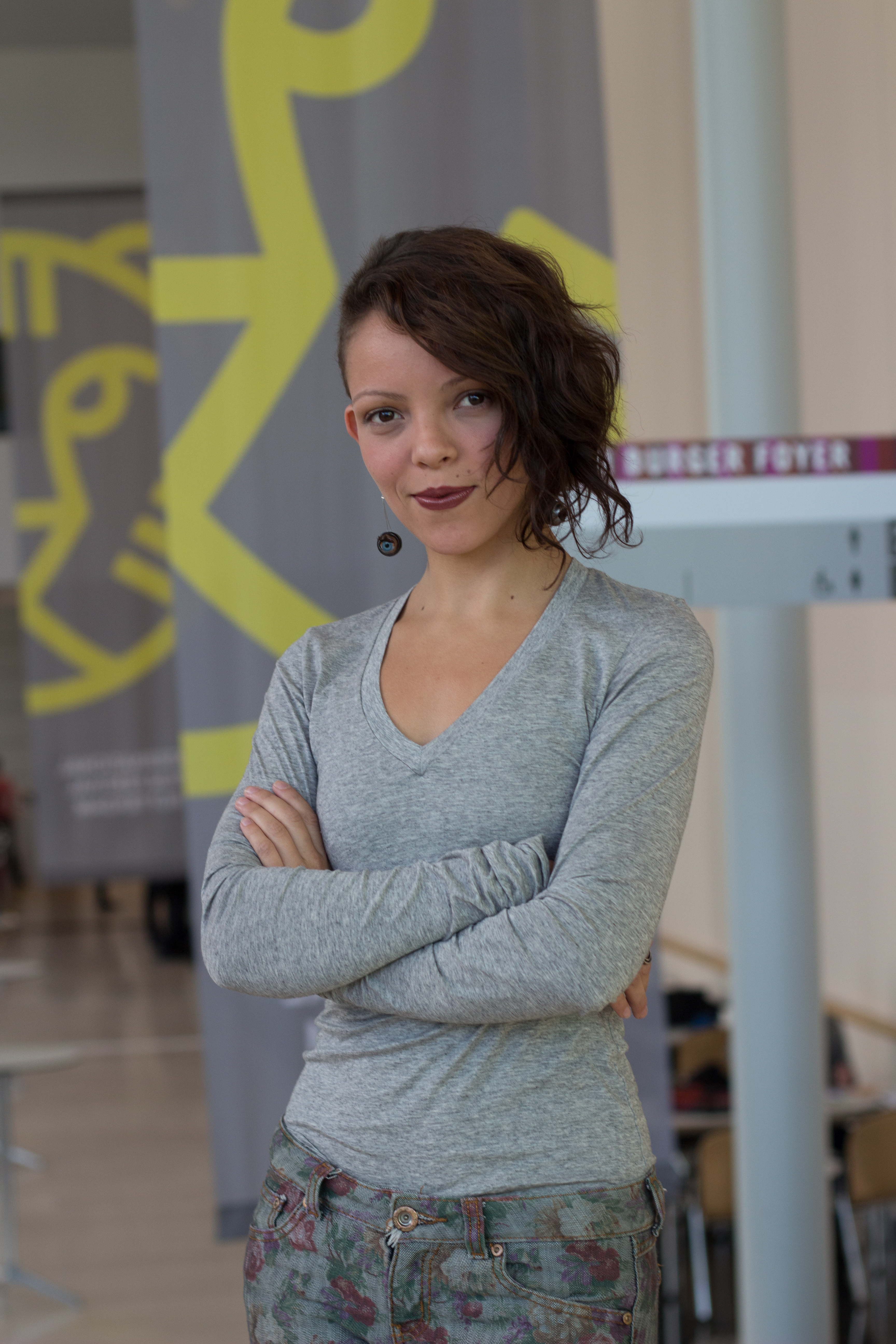
Muki Sabogal au Festival International du Film de Rotterdam (2015).

Muki Sabogal est une actrice et performer polono-péruvienne.

## Biographie
Née à Krzeszowice, en Pologne, elle grandit entre Cracovie et Cuzco mais elle est formée à l'École de théâtre de l'université catholique (TUC) à Lima.

## Pièces de théâtre
- Don Juan Tenorio de José Zorrilla. Mise en scène : Myriam Reátegui. Doña Inés, rôle principal. Lima, Musée Cimetière Presbítero Maestro, saisons 2011 et 2013.
- Convictions (Convicciones). Scénario et mise en scène : David Vilcapoma. Rôle: Wrunken. Présentation au Festival Culture Vivante (Cultura viva), Lima, 2011 et à Lima, Barranco, Théâtre Ensamble, 2013.
- Des fils et des subtilités (Urdimbres y Sutilezas). Mise en scène : Ana Correa. Manifestation scénique en hommage a José María Arguedas. 10 présentations à des diverses emplacements pendant le 2011. Registre – Documentaire diffusé dans tout le Pérou.
- Maison des chiens (Casa de perros) de Juan Osorio.  Mise en scène : Jorge Villanueva. Rôle: Lucía. Auditorium de l'Institut Culturel Péruvien-Américain, Lima, Miraflores, 2017.
- Yerma de Federico García Lorca. Mise en scène Nishme Súmar. Rôle : Laveuse. Teatro La Plaza, Lima, Miraflores, 2019[1].

## Long-métrage
- Vidéophilie (et d'autres syndromes viraux) [Videofilia (y otros síndromes virales)]. Réalisation : Juan Daniel F. Molero. Film gagnant le Tiger Awards 2015 du Festival international du film de Rotterdam (IFFR).
- L'année de l'Apocalypse [El año del Apocalipsis]. Réalisation: Rafael Arévalo. 2016.
- La Restauración (2020). Réalisation: Alonso Llosa. Rôle: Inez.

## Télévision
- 2019 En la piel de Alicia. Rôle: Rosita.

## Vidéoclips
- Ton été, mon hiver (Tu verano, mi invierno) du groupe Kanaku y el Tigre. Réalisation : Renzo García. Lima, 2012.